# Achryson immaculipenne
Achryson immaculipenne (лат.) — вид жуков-усачей из подсемейства настоящих усачей (Cerambycinae). Распространён в Южной Америке: Колумбия, Венесуэла, Эквадор, Французская Гвиана, Бразилия (Амапа, Мараньян, Пиауи, Пернамбуку, Гояс, Мату-Гросу, Мату-Гросу-ду-Сул, Баия, Минас-Жерайс, Эспириту-Санту, Рио-де-Жанейро, Сан-Паулу, Парана, Санта-Катарина, Рио Гранде-ду-Сул), Боливия (Бени, Кочабамба, Санта-Крус), Парагвай, Аргентина (Чако, Сальта). Длина тела 9—16 мм. Впервые был описан в 1909 году под названием Achryson unicolor Gounelle, 1909, но это имя оказался младшим омонимом вида Achryson unicolor Bruch, 1908 и поэтому заменено на Achryson immaculipenne Gounelle, 1909. Кормовыми растениями являются Senegalia praecox  (Grisebach) Siegler & Ebinger (Мимозовые).